# University of Sheffield
University of Sheffield (uformelt Sheffield University) er et universitet, der ligger i Sheffield i South Yorkshire, England. Det modtog royal charter som universitet i 1905, efter at været University College of Sheffield siden 1897, da Sheffield Medical School (grundlagt i 1828), Firth College (1879) og Sheffield Technical School (1884) blev slået sammen.
Sheffield har flere campus, men de ligger hovedsageligt på to områder; Western Bank og St George's. Universitet er organiseret i fem akademiske fakulteter, der hver har flere afdelinger. I 2014/2015 gik der 18.975 bachelorstuderende og 8.220 kandidatstuderende.
Universitet er vidt anerkendt for at være blandt de ledende forsknings- og læringsuniversiteter i både Storbritannien og i verden. På QS World University Rankings 2015-16 var Sheffield placeret som det 80. bedste på verdensplan og det 16. bedste i Storbritannien. I 2011 blev University of Sheffield udnævnt som "University of the Year" ved Times Higher Education prisuddeling. The Times Higher Education Student Experience Survey 2014 rangerede University of Sheffield på førstepladsen for de studerendes oplevelse, socialt liv og faciliteter blandt flere kategorier.
Det er et af de oprindelige red brick universities, medlem af Russell Groups forskningsintensive universiteter, Worldwide Universities Network, N8 Group af de otte mest forskningintensive universiteter i Nordengland og White Rose University Consortium. der er seks nobelpristagere blandt Sheffields alumni og ansatte.